# Autoficción
Autoficción es un neologismo creado en 1977 por Serge Doubrovsky, crítico literario y novelista francés, para designar su novela Hijos. El término está compuesto del prefijo auto (del griego αὐτός:  "sí mismo") y de ficción. La autoficción se define por un "pacto oximorónico" o contradictorio asociando dos tipos de narraciones opuestas: un relato fundado, como la autobiografía, sobre el principio de las tres identidades (el autor es también el narrador y el personaje principal), que sin embargo es ficción en sus modalidades narrativas y en sus paratextos (título, textos de solapa, contratapa, etc.). Se le llama también "novela personal", ya que se trata de un cruce entre un relato real de la vida del autor y el relato de una experiencia ficticia vivida por este.
Los nombres de los personajes –a excepción del nombre del autor– o de los lugares, pueden estar modificados. La factualidad es puesta en segundo plano en beneficio de la economía del recuerdo o de la elección narrativa del autor. Libre de las "censuras interiores", la autoficción deja un lugar preponderante a la expresión del inconsciente en el relato de sí.

## La autoficción: dos "pactos de lectura" que generan un tercero, el "pacto ambiguo"
Generalmente los textos son leídos bajo supuestos que no se encuentran necesariamente en su contenido verbal y que rigen la recepción que estos van a tener. Al conjunto de estos supuestos se le puede llamar “pacto de lectura”, el cual permite que, por ejemplo, un artículo de divulgación científica no sea leído como un cuento de ciencia ficción o una novela histórica no se entienda como un documento verídico.
Una de las características más importantes de la autoficción es que no se rige propiamente por ningún pacto de lectura, sino que se estructura a partir de la transgresión y al mismo tiempo del préstamo de ciertos aspectos de dos pactos de lectura específicos: el autobiográfico y el novelesco. 

### El pacto autobiográfico
Este pacto de lectura establece que los datos y acontecimientos que un autor escriba en un texto sobre su vida son verdaderos, y por lo tanto “le propone al lector que lea e interprete el texto conectado a principios que discriminen su falsedad o sinceridad, según criterios similares a los que utiliza para evaluar actitudes y comportamientos de la vida cotidiana.” (Alberca, 66). Por lo tanto, el autor no puede sino contraer una plena identidad con el narrador de su obra. Hay que recalcar que el pacto autobiográfico no garantiza que en efecto sea verdad lo que se dice en un texto, sino más bien el hecho de que el autor así lo declara, independientemente de que sea cierto o falso: 
… lo que impide que se confunda una autobiografía y una novela, no sólo son los aspectos concretos del texto, los que […] pueden ser los mismos; ni –menos aún– el hecho de que el autobiógrafo sea siempre sincero y verídico, […] sino el hecho de que el autobiógrafo afirma su sinceridad y su intención de decir la verdad, aun cuando sus promesas carezcan de futuro. (May, 417) 

### El pacto novelesco
Este pacto establece tácitamente lo contrario al pacto autobiográfico. En primer lugar, se invierte el principio de identidad plena que tiene el autobiógrafo con su narrador textual, pues el novelista se distancia del suyo, ya que “los nombres del narrador o de los héroes novelescos no son los del autor, son distintos de éste y no pueden ser erróneamente identificados. Se le pueden parecer, pero nunca identificar. El parecido es amplio y matizable, pero la identidad no.” (Alberca, 71). A su vez, este rasgo fundamental conlleva implícitamente que el autor se deslinda de toda responsabilidad que implique la falta de veracidad en su texto. Ahora bien, aunque el pacto novelesco no planteé que el novelista pretenda decir la verdad en su obra, esta puede ser verosímil, lo que invita tácitamente al lector a que lea el texto como si fuera verdadero, pese a que sea consciente de esta simulación: “el autor, aunque sabe que todo lo que cuenta es literalmente falso, lo cuenta como verdadero, y el lector, aunque sabe que los hechos novelescos son irreales, los recibe como posibles.” (Alberca, 72).

### El pacto difuso
Este pacto en realidad se refiere a la combinación –y por tanto a la transgresión– que hace la autoficción de los dos pactos de lectura anteriores, tan bien diferenciados que parecerían incompatibles. La autoficción sostiene la identidad visible o reconocible del autor con el narrador y el personaje al interior de un texto de ficción, es decir, de un texto que mediante el pacto novelesco no pretende ser leído como verídico. De esta manera, el escritor de autoficciones no dice necesariamente la verdad, aunque hable de sí mismo pese a la identidad –y no simple parecido– que tiene con su narrador y personaje. No sólo habla de lo que fue sino de lo que pudo haber sido, en un vaivén que se alterna entre datos reales y ficticios.
Esta ambigüedad, calculada o espontánea, constituye uno de los rasgos más característicos de la autoficción, pues, a pesar de que autor y personaje son y no son la misma persona, sin dejar de parecerlo, su estatuto no postula una exégesis autobiográfica, toda vez que lo real se presenta como un simulacro novelesco sin apenas camuflaje o con evidentes elementos ficticios. (Alberca, 32-33)
La autoficción propone un pacto novelesco al presentarse como un texto de ficción, y a su vez, un pacto autobiográfico en virtud de la identidad del autor en el narrador textual o el personaje de su obra.
En este sentido bernardo Borkenztain (2019, columna radial "Las Mil Noches y una Noche", programa ABREPALABRA introduce una alternativa, la de "pacto difuso", en el entendido de que en la obra no se produce ambigüedad, sino que en realidad es un pacto difuso, con una demarcación sin una frontera definida. Lejos de que el espectador o lector se confunda en cuanto a que naturaleza tiene su pacto ficcional, lo que hace es navegar entre ambas márgenes de un río, que son el pacto ficcional tradicional, y el pacto autobiográfico, con  pretensiones de no ficción.

## La autoficción

### Historia del término
El término fue acuñado por el escritor Serge Doubrovsky con su novela Fils, publicada en 1977, para dar nombre a esta práctica literaria que en diferente medida ya se había manifestado en obras de diversas latitudes y épocas, pero que no se había aterrizado adecuadamente para ser entendida como un fenómeno
particular, pues, como dice Manuel Alberca, uno de los principales teóricos del
tema: “Hasta que Doubrovsky no lo formuló, no se había tenido conciencia teórica ni genérica de la especifidad de este tipo de relatos olvidados, rechazados, incomprensibles e inclasificables por su forma contradictoria.” (141) Ahora se puede observar en obras de escritores como Unamuno o Azorín que, pese a preceder en
algunas décadas a la aparición de este neologismo, utilizan a todas luces
recursos autoficcionales, “pues ambos no cuentan lo que hacen, sino que aspiran
a hacer lo que proyectan sus respectivos personajes.” (Alberca, 143).
Asimismo, tampoco se puede considerar a la autoficción como un fenómeno literario completamente innovador y disímil de cualquier otro género cultivado previamente; de hecho, sus puntos de encuentro con la novela autobiográfica, tan en boga en el siglo XIX, han generado diversas reflexiones en torno al grado de su cercanía y familiaridad, pues ambas se suscriben a la tradición literaria que se sirve de la autobiografía. Alberca plantea que, pese a que sus semejanzas las hagan en apariencia tan próximas, hay que atender más bien a diferencias sutiles pero significativas, pues ponen de relieve la verdadera naturaleza de cada género. Alberca añade rasgos distintivos a sus contextos culturales específicos. En las novelas autobiográficas de origen decimonónico, el autor podía jugar a esconder su identidad y utilizaba su biografía con disimulo, porque en buena medida la figura del autor y su vida eran todavía ajenas al circuito literario. En cambio, en el final del siglo XX, cuando se desarrolla la autoficción, el poder de los medios de comunicación y de la cultura del espectáculo es de tal calibre que el escondite resulta quizá anacrónico y se impone la transparencia y la visibilidad como regla. (Alberca, 126)
Esta transparencia se revela en la autoficción desde la identidad nominal del narrador o el personaje con el autor que firma la obra, maniobra a la que no recurre necesariamente la novela autobiográfica en virtud del ocultamiento gradual de este en lo que escribe. Fue entonces necesario nombrar la forma literaria particular que presentaban este tipo de textos, pues la confusión que despertaba debido a la aparición de sus características tan extrañas en
diversas obras requería ser conceptualizada bajo un término, si bien este resulta asimismo ambiguo. 

## Controversias sobre el término
El término tiende a ser mal utilizado o comprendido, ya que con una gran frecuencia se habla de "autoficción" para referirse a "autobiografía", o bien, a relatos basados en la vida del autor. Ha ocurrido en el caso de la novela No ficción del chileno Alberto Fuguet, donde algunos críticos se han referido a ella como "autoficción", cuando se trata en realidad de una novela realista basada en experiencias del autor. Una autoficción es siempre una novela que cumple con dos requisitos: el autor empírico hace parte del relato, y los hechos están ficcionados, puede ser a partir de sucesos reales o no. Un ejemplo clásico de autoficción es La divina comedia, en la que el poeta Dante Alighieri narra su descenso al infierno, utilizando así su persona en una experiencia ficticia.

## Autores representativos
Lista, no exhaustiva, de algunos autores asimilados por la crítica a la llamada corriente "autoficticia" o que se reivindican como "autoficcionalistas":
- - Christine Angot en Vu du ciel (L'Arpenteur-Gallimard, 1990), Léonore, toujours (L'Arpenteur-Gallimard, 1994), L'Usage de la vie (Fayard, 1998)
  - Nelly Arcan, en Putain (Seuil 2001) y Folle (Seuil, 2004)
  - Nicole de Buron
  - Michel Butor, en Portrait de l'artiste en jeune singe (Gallimard, 1967)
  - Ulysse Caan en Ma vie chez Maud (K-Books, 2014)
  - Sophie Calle
  - Colette, pionera de la autoficción según Serge Doubrovsky
  - Sylvain Courtoux en Still nox (Al Dante, 2011)
  - Catherine Cusset
  - Chloé Delaume en, entre otras, Le Cri du sablier (Farrago/Léo Scheer, 2001), La Vanité des somnambules (Farrago/Léo Scheer, 2002), Dans ma maison sous terre (Seuil, 2009), Une femme avec personne dedans (Seuil, 2012)
  - Christophe Donner
  - Serge Dombrovsky en, entre otras, Fils (Galilée, 1977), Le Livre brisé (Grasset, 1989), Un homme de passage (Grasset, 2011)
  - Guillaume Dustan en, entre otras, su trilogía: Dans ma chambre, Je sors ce soir, Plus fort que moi (P.O.L., 1996-1997-1998) et Nicolas Pages(Balland, coll. « Le Rayon », 1999)
  - Annie Ernaux
  - Léo Ferré en Benoît Misère (1970)
  - Philippe Forest
  - Jacques Goijen en, entre otras, Le Maître de Céans (Ecole Liégeoise du Paysage-Editions, 2004)
  - Hervé Guibert en, entre otras, su trilogía: À l'ami qui ne m'a pas sauvé la vie, Le Protocole compassionnel, L'Homme au chapeau rouge(Gallimard, 1990-19911992)
  - Marie-Sissi Labrèche, surtout ses romans Borderline, La Brèche et La Lune dans un HLM(publiés chez éditions Boréal en 2000, 2002 et 2006 respectivement)
  - Camille Laurens en, entre otras, Dans ces bras-là (P.O.L., 2000), Romance nerveuse(Gallimard, 2009)
  - Violette Leduc en, entre otras, Thérèse et Isabelle (Gallimard, 1966)
  - Pierre Mérot en Mammifères (Flammarion, 2003)
  - Paul Nizon
  - Emmanuelle Pagano en L'Absence d'oiseaux d'eau (P.O.L., 2010)
  - Alain Robbe-Grillet en su trilogía Romanesques (Minuit, 1985-1994)
  - Albertine Sarrazin en La Cavale (Jean-Jacques Pauvert, 1965), L'Astragale (Jean-Jacques Pauvert, 1965) et La Traversière (Jean-Jacques Pauvert, 1966)
  - Tristan-Edern Vaquette en Je gagne toujours à la fin (Au diable Vauvert, 2003)
  - Philippe Vilain
  - Javier Cercas
  - Pedro Almodóvar
  - Jorge Urrutia
  - Jorge Javier Vázquez
  - Pilar Eyre
  - Consuelo Triviño Anzola
  - Marta Sanz
  - Pedro Mairal
  - Julio Piranoa
  - Elizabeth Duval
  - Sergio Blanco en la gran mayoría de sus obras teatrales, destacando Tebas Land (2012), La ira de Narciso (2015) o Cuando pases sobre mi tumba (2019). También ha escrito el ensayo teórico Autoficción. Una ingeniería del yo (Punto de Vista, 2019).